# NGC 1136
NGC 1136 је спирална галаксија у сазвежђу Часовник која се налази на NGC листи објеката дубоког неба.
Деклинација објекта је - 54° 58' 34" а ректасцензија 2h 50m 53,6s. Привидна величина (магнитуда) објекта NGC 1136 износи 12,9 а фотографска магнитуда 13,8. NGC 1136 је још познат и под ознакама ESO 154-19, FAIR 732, AM 0249-551, IRAS 02493-5510, PGC 10807.